# Agave sobria
Agave sobria är en sparrisväxtart som beskrevs av Townshend Stith Brandegee. Agave sobria ingår i släktet Agave och familjen sparrisväxter.

## Underarter
Arten delas in i följande underarter:
- A. s. frailensis
- A. s. roseana
- A. s. sobria